# Бакшеева, Мария Сергеевна
Мари́я Серге́евна Бакше́ева (; род. 27 октября 1996) — российская кёрлингистка.
Мастер спорта России (кёрлинг, 2016).

## Достижения
- Чемпионат России по кёрлингу среди женщин: серебро (2017), бронза (2018).
- Кубок России по кёрлингу среди женщин: серебро (2017).
- Кубок России по кёрлингу среди смешанных команд: бронза (2017).

## Команды
| Сезон                                          | Четвёртый          | Третий              | Второй               | Первый             | Запасной                                    | Турниры              |
| ---------------------------------------------- | ------------------ | ------------------- | -------------------- | ------------------ | ------------------------------------------- | -------------------- |
| 2010—11                                        | Алина Биктимирова  | Ольга Лаврова       | Анастасия Прокофьева | Мария Бакшеева     | Юлия Светова                                | КРЖ 2010 (10 место)  |
| 2013—14                                        | Мария Бакшеева     | Юлия Булахова       | Екатерина Выборнова  | Римма Шаяфетдинова | Алина Андросова                             | КРЖ 2013 (6 место)   |
| 2014—15                                        | Ульяна Васильева   | Мария Бакшеева      | Екатерина Кузьмина   | Евгения Дёмкина    | Анастасия Москалёва тренер: Андерс Краупп   | ЧМЮ 2015 (7 место)   |
| 2015—16                                        | Ульяна Васильева   | Мария Бакшеева      | Екатерина Кузьмина   | Евгения Дёмкина    | Мария Комарова тренер: Ирина Колесникова    | ЧМЮ 2016 (7 место)   |
| 2015—16                                        | Мария Бакшеева     | Екатерина Выборнова | Римма Шаяфетдинова   | Вера Тюлякова      | Евгения Дёмкина                             | ЧРЖ 2016 (8 место)   |
| 2016—17                                        | Мария Бакшеева     | Мария Комарова      | Ольга Котельникова   | Дарья Патрикеева   | Оксана Богданова                            |                      |
| 2016—17                                        | Мария Бакшеева     | Алина Ковалёва      | Ульяна Васильева     | Мария Комарова     | Екатерина Кузьмина                          | КРЖ 2016 (5 место)   |
| 2016—17                                        | Мария Бакшеева     | Дарья Морозова      | Мария Комарова       | Екатерина Кузьмина | Ольга Котельникова тренер: Алексей Целоусов | ЧМЮ 2017 (6 место)   |
| 2016—17                                        | Алина Ковалёва     | Ульяна Васильева    | Екатерина Кузьмина   | Мария Комарова     | Мария Бакшеева тренер: Алексей Целоусов     | ЧРЖ 2017             |
| 2017—18                                        | Виктория Моисеева  | Мария Бакшеева      | Мария Дуюнова        | Арина Заседателева | Полина Биккер                               | КРЖ 2017             |
| 2017—18                                        | Мария Бакшеева     | Мария Дуюнова       | Оксана Гертова       | Арина Заседателева | Мария Ермейчук                              | ЧРЖ 2018             |
| 2018—19                                        | Мария Бакшеева     | Мария Дуюнова       | Оксана Гертова       | Арина Заседателева | Анастасия Беликова                          | КРЖ 2018 (5 место)   |
| 2018—19                                        | Мария Бакшеева     | Мария Дуюнова       | Виктория Дупонт      | Арина Заседателева | Оксана Гертова                              | ЧРЖ 2019 (6 место)   |
| Кёрлинг среди смешанных команд (mixed curling) |                    |                     |                      |                    |                                             |                      |
| 2012—13                                        | Екатерина Кузьмина | Александр Кузьмин   | Мария Бакшеева       | Сергей Морозов     |                                             | ЧРСК 2013 (15 место) |
| 2016—17                                        | Алина Ковалёва     | Алексей Целоусов    | Мария Бакшеева       | Алексей Тимофеев   |                                             | ЧРСК 2017 (6 место)  |
| 2017—18                                        | Андрей Дроздов     | Мария Бакшеева      | Александр Орлов      | Мария Дуюнова      |                                             | КРСК 2017            |

(скипы выделены полужирным шрифтом)